# Думитрашку Кантакузіно
Димитрій (Думитрашку) Кантакузіно (молд. Dumitraşcu Cantacuzino) — господар Молдовського князівства в листопаді 1673, з лютого 1674 по 10 листопада 1675 і з лютого 1684 по 15 (25) червня 1685.

## Історія
Грек за національністю, представник візантійського роду Кантакузінів.
В умовах, коли Штефан Петричейку перейшов на бік Польщі, Кантакузіно був призначений господарем Молдови (листопад 1673). У 1675 він був позбавлений престолу і відправлений до Константинополя.
Наприкінці 1683-го, після захоплення Георге  Дука поляками, їхній ставленик Петричейку знову зайняв престол Молдови. У 1684-му турки знову призначили Кантакузіно господарем Молдовського князівства. Після відходу Петричейку за Дністер, Кантакузіно вступив в Ясси. Боячись нового вторгнення польських загонів, він просив візира залишити татар зимувати в Молдові, чим остаточно розорив країну.
Румунський історик Ніколае Йорга стверджує, що Димитрій Кантакузіно впродовж свого недовгого правління з лютого 1684 по 15 (25) червня 1685 року користувався титулом Георге Дуки – «господар землі Молдови та землі України». Але оскільки цього володаря не цікавила не тільки Україна, а й Молдова, султан віддав українські землі під протекторат Кримського ханства і за пропозицією хана проголосив новим гетьманом України Теодора Сулименка.
Молдова була спустошеною, але, за твердженням Некулче, господар вів розпусне життя і його не цікавила доля країни. Зрештою, він був відсторонений турками від престолу і виїхав до Константинополя.